# Джиммі Данн (футболіст, 1900)
Джиммі Данн (англ. James Dunn, 25 листопада 1900, Глазго — 20 серпня 1963) — шотландський футболіст, що грав на позиції півзахисника, зокрема за «Гіберніан» та «Евертон», а також національну збірну Шотландії.

## Клубна кар'єра
У дорослому футболі дебютував 1920 року виступами за «Гіберніан», в якому провів вісім сезонів, взявши участь у 268 матчах чемпіонату. Більшість часу, проведеного у складі «Гіберніана», був основним гравцем команди. У складі «Гіберніана» був одним з головних бомбардирів команди, маючи середню результативність на рівні 0,34 гола за гру першості.
Своєю грою за цю команду привернув увагу представників тренерського штабу англійського «Евертона», до складу якого приєднався 1928 року. Відіграв за клуб з Ліверпуля наступні сім сезонів своєї ігрової кар'єри. За цей час виборов титул чемпіона Англії, ставав володарем Кубка Англії.
Протягом 1935—1936 років захищав кольори клубу «Ексетер Сіті», а завершив ігрову кар'єру в «Ранкорн Галтон», за який виступав протягом 1936—1937 років.

## Виступи за збірну
1925 року дебютував в офіційних матчах у складі національної збірної Шотландії.
Загалом протягом кар'єри в національній команді, яка тривала 4 роки, провів у її формі 6 матчів, забивши 2 голи.
Помер 20 серпня 1963 року на 63-му році життя.

## Титули і досягнення
- Чемпіон Англії (1):

«Евертон»: 1931-32
- Володар Кубка Англії (1):

«Евертон»: 1932-33